# Баписа (гевог)
Баписа (Бапби, англ. Bapbi, англ. Bapisa) — бывший гевог в дзонгхаге Тхимпху в Бутане.

## География
Площадь составляла 27 км². Высота над уровнем моря — от 1300 м до 3000 м. Климат субтропический. Летом жарко и влажно. В июне, июле и августе — период муссонов с обильными осадками. Зимой — умеренно.
Через гевог проходила дорога, которая соединяет города Тхимпху, Пунакха и Вангди-Пходранг. На западе гевог граничил с гевогом Тоеписа. Баписа был расположен в 55 км от Тхимпху и являлся наиболее доступным гевогом.

## Экономика
Рис являлся основным источником пропитания. Менее популярна была яровая пшеница. Жители гевога выращивали для продажи овощи и рис. В 2001 году в гевоге было электрифицировано и имело доступ к водопроводной питьевой воде более 75% домохозяйств.

## Население
В гевог входило 268 домашних хозяйств, расположенных в 21 деревне (по сведениям 2001 года). В 2001 году в гевоге работала одна неполная средняя школа, в которой обучалось 800 учеников. Медицинские услуги население получало в городах Вангди-Пходранг, Тхимпху и Пунакха.